# مقاطعة لوب (نبراسكا)
مقاطعة لوب (بالإنجليزية: Loup County)‏ هي إحدى مقاطعات ولاية نبراسكا في الولايات المتحدة الأمريكية.